# Кримський похід на Тулу (1552)
Кримський похід на Тулу 1552 року — збройний конфлікт між Кримським ханством і Московським царством, викликаний військовою агресією з боку кримської орди. Похід на Тулу в червні 1552 року стало першим походом Девлета I Ґерая на Московію і мав на меті зупинити казанський похід Івана Грозного. Після відбитої облоги під стінами Тули і в результаті нищівної поразки в битві на берегах річки Шиворонь, кримськотатарська орда під проводом кримського хана Девлета I Ґерая була повністю розгромлена московськими військами Івана Грозного.

## Підготовка до походу на Казань
У 1552 році цар Іван Грозний зібрався раз і назавжди покласти край протистоянню з Казанським ханством і почав підготовку до вирішального походу на Казань. Ґрунтовно плануючи похід і готуючи війська, Іван Грозний брав до уваги ймовірність зимової облоги. Велике  військо під командуванням воєводи Олександра Борисовича Горбатого-Шуйського вже стояло в Свиязьку. Навесні 1552 року в декількох місцях збору на південний схід від Москви почалося формування полків царського війська та комплектування військового обозу. 16 червня 1552 цар із Великим полком виступив із Москви до Коломни.

## Вторгнення Девлета I Ґерая
Кримські правителі вже давно мали власні види на Казанське ханство. Багато років вони намагалися затвердити на казанському престолі нащадків кримської династії Ґераїв, привівши тим самим Казанське ханство у васальну залежність від Криму. У цьому випадку кримський хан отримував не тільки контроль над новими територіями, доступ до економічних, політичних і військових ресурсів Казанського ханства, а й зручного союзника в боротьбі з сусідніми державами, і, особливо, з Російським Царством, що стрімко набирало силу на півночі. Тому, коли в Криму стало відомо про підготовлюваний похід на Казань, хан розсудив, що це безпосередньо загрожує його інтересам.
Новий кримський хан Девлет I Ґерай, поставлений турецьким султаном у 1551 році на чолі Кримського ханства замість його рідного дядька хана Сахіба I Ґерая, вирішив, у що б то не стало зірвати похід Івана Грозного на Казань і запобігти падінню Казанського ханства. Девлет Ґерай негайно приступив до набору війська і формування численних збройних загонів, готових вирушити в набіг. У пошуках союзників він відправив послів у Ногайську орду до Юсуф-бея і в Астраханське ханство до хана Ямгурчі з проханням взяти участь у кримському поході на московитів.

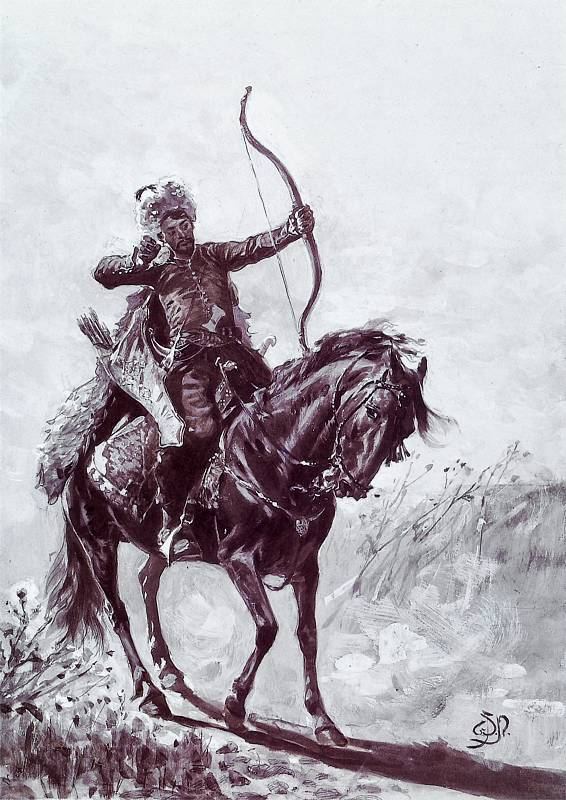
Кримськотатарський лучник

Девлет Ґерай розраховував напасти на Московське царство, застав війська Івана Грозного на підступах до Казані, щоб московські полки витратили якомога більше часу і сил на повернення під Москву, надавши можливість татарам безкарно грабувати, розоряти і бешкетувати в межах московської землі. Кримський хан мав намір своїм вторгненням завдати якомога більшої шкоди, утихомиривши і послабивши тим самим Московське царство, і позбавити його можливості продовжити казанський похід у цьому році.
Але Юсуф-бей відмовився брати участь в кримськотатарському набігу на, не бажаючи починати ворожнечу проти Івана Грозного, у заручниках у якого була його рідна дочка Сююмбіке, віддана казанськими мурзами. Астраханський хан Ямгурчі так само не давав своєї згоди, зволікаючи з відповіддю.
Заручившись підтримкою свого сюзерена — турецького султана Сулеймана I, Девлет Ґерай отримав сучасну артилерію, якої не було у татар. Крім цього, татарській орди були додані загони турецьких яничар, спеціально навчених і підготовлених для захоплення інженерних споруд і укріплених міст.
У червні 1552 року Девлет Ґерею донесли, ніби московське військо вже вирушило в похід на Казань і перебуває досить далеко від столиці, щоб не встигнути зупинити вторгнення кримських татар і запобігти розорення московських земель. Тоді хан Девлет I Ґерай надіслав зібрану ним кримськотатарську орду, підсилену турками Ізюмським шляхом у свій перший набіг на Московське царство. Але вже при переправі кримських татар через річку Сіверський Донець їх виявили донські станичники, які негайно відправили гінця до царя зі звісткою про підготовку вторгнення.
19 червня Іван IV Васильович прибув до Коломни. Тут йому повідомили, що орда кримських татар уже ввійшли в московські землі і йдуть розоряти Рязанські та Коломенські місця. Було вирішено зустріти татар під Коломною. Іван Грозний розпорядився Великому полку стояти біля села Количева під Коломною, передовому полку біля Мстиславля, а полку Лівої руки під Голутвіним монастирем. Цар і його воєводи ще не знали, що до них йде сам кримський хан з усією своєю ордою.
Девлет I Ґерай вів  кримських татар розоряти Рязанські землі, спустошивши які, він розраховував рушити на Коломну. Але коли полонені рязанські станичники сказали хану про те, що під Коломною стоїть сам Цар Іван Грозний зі своїми військами, чекаючи на нього, щоб сотворити з татарами «прямое дело» за православну віру, Девлет Ґерай негайно передумав продовжувати набіг і захотів повернутися до Криму. Однак, татарські мурзи, які брали участь у набігу разом із ханом, не захотіли змиритися з таким рішенням і, щоб не втратити обличчя, наполягли на тому, щоб піти в тульську землю, що розташована на більшій відстані від Коломни, вчинивши в Тулі такий же розбій, насильство і руйнування, як і в литовському Бряславлі. Девлет Ґерай, послухавшись своїх мурз, продовжив набіг, і, щоб не покрити себе ганьбою, вирішив взяти хоча б Тулу.

## Облога та оборона Тули

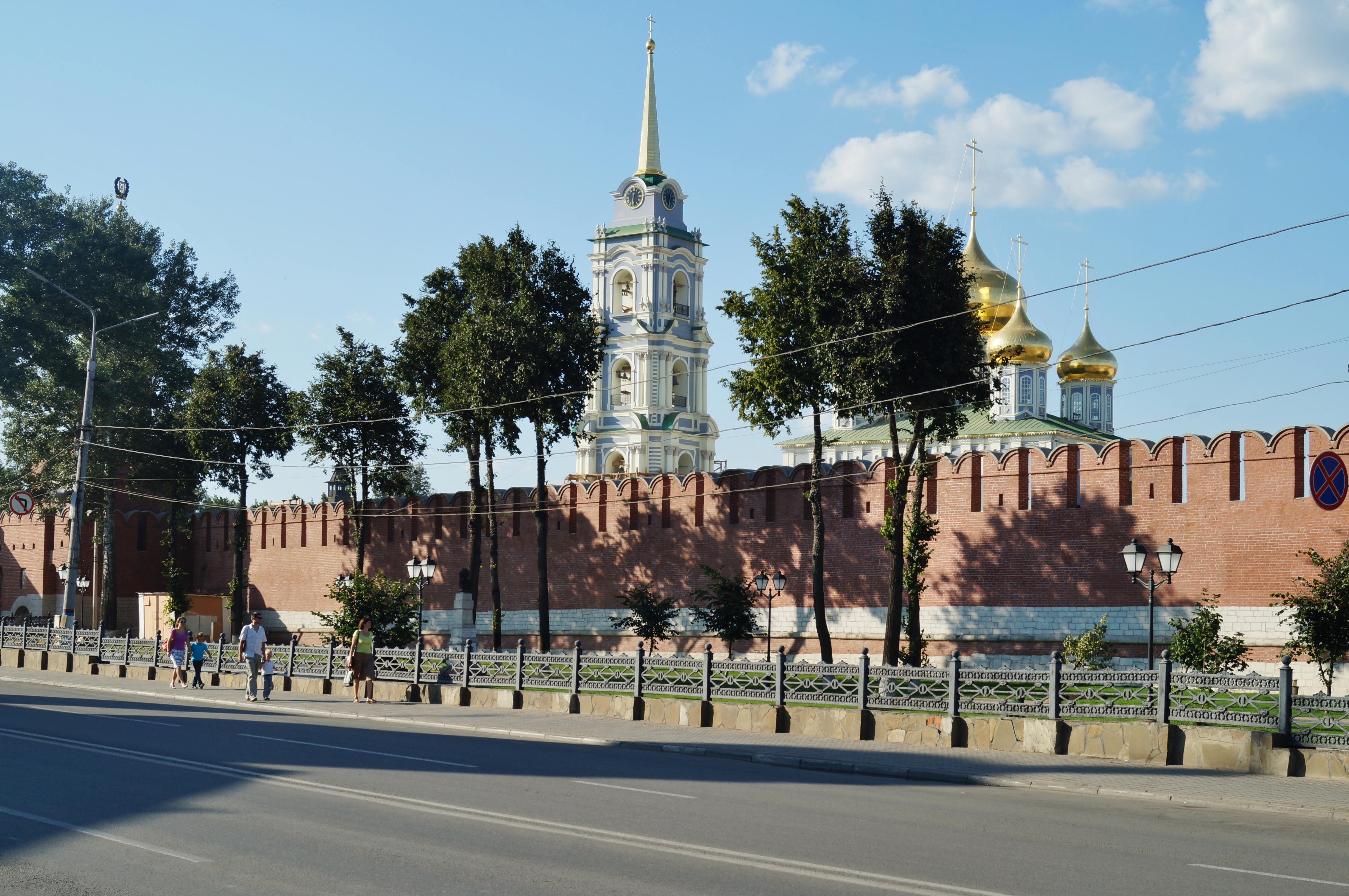
Тульський кремль

### 21 червня, четвер
21 червня передові загони кримської орди чисельністю до 7 тисяч осіб вийшли до Тулі і взяли в облогу її. Але незабаром велика частина прибулих татар відійшла від міста і роз'їхалася загонами кругом по селах для грабежу і захоплення рабів. У самій Тулі очікували приходу «крымского царевича» з малим військом.
Обороною міста керував князь Григорій Іванович Тьомкін-Ростовський, призначений служити в Тулі першим воєводою після його участі у другому казанському поході 1550 року. Під його командуванням у Тулі перебував лише невеликий гарнізон. Весь інший військовий контингент був мобілізований для участі у третьому казанському поході.
Цим же днем у Коломну, де стояв Іван Грозний із Великим полком, прискакав гонець із Тули, присланий князем Григорієм Івановичем зі звісткою про те, що загони кримських татар вторглися в межі тульської землі і взяли в облогу місто Тулу, піддавши розграбуванню довколишні села та слободи.
Отримавши це послання, Іван Васильович відправив на допомогу обложеному місту полк Правої Руки з Кашири під керівництвом боярина князя Петра Михайловича Щенятева та воєводи князя Андрія Михайловича Курбського. Поряд із полком Правої Руки було наказано вирушити в похід до Тули передовому полку з Ростиславля-Рязанського під керівництвом боярина князя Івана Івановича Турунтая-Пронського і князя Дмитра Івановича Хілкова. У похід так само були підняті деякі з'єднання Великого полку під керівництвом князя Михайла Івановича Воротинського, які стояли біля села Количово, що неподалік від Коломни, з тим, щоб зняти облогу з міста і вибити татар з-під Тули.
Основні сили московського війська на чолі з Іваном Грозним були приведені в готовність виступити проти кримськотатарської орди наступного ранку в разі потреби.

### 22 червня, середа
У середу 22 червня до Тули прийшов сам кримський хан Девлет Ґерай із сином, своїми мурзами і всієї кримськотатарською ордою. Він привіз із собою артилерію, подаровану султаном, і привів під Тулу численні загони турецьких яничар. Обклавши місто з усіх боків щільним кільцем облоги, татари і турки почали готуватися до нападу.
За наказом Девлета Ґерая артилерія почала розстрілювати місто і жителів, що сховалися в ньому. По фортеці били палаючими ядрами, а татарські лучники обстрілювали обложених із луків. У результаті артилерійського вогню в декількох місцях фортеці спалахнули пожежі. У цей момент хан наказав яничарам турецького султана штурмувати стіни. Але нечисленні захисники Тули не здригнулися.

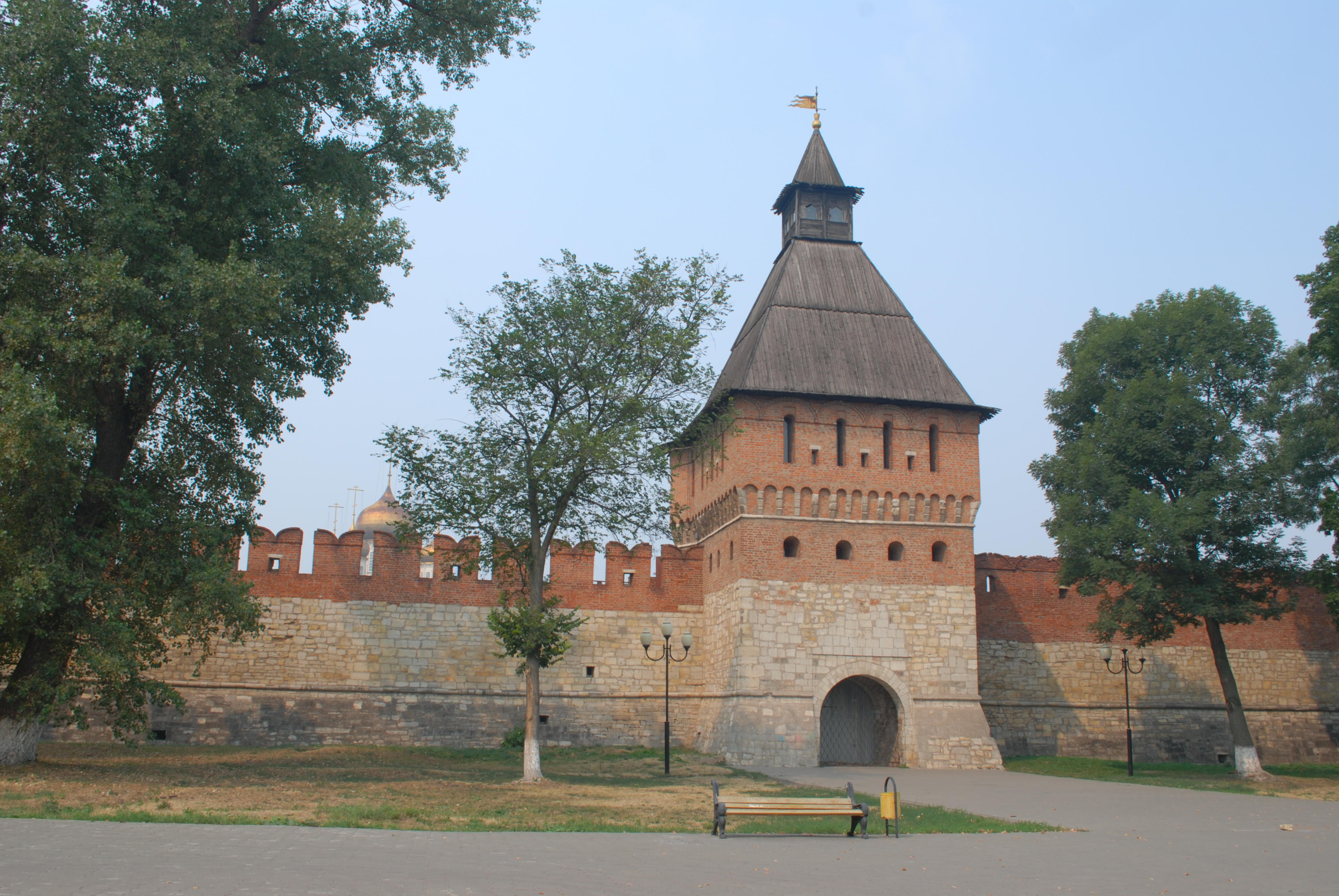
Вежа Іванівських воріт

Жінки і діти, що сховалися у фортеці, гасили полум'я пожеж, гасили вогонь, оберігаючи від його поширення споруди всередині стін. Містяни і місцеві жителі допомагали воїнам битися з татарами і турками на стінах і в баштах. Весь день кримськотатарські загони приступали до тульської фортеці. Захисникам Тули вдалося відбити кілька спроб штурму.
Уже під вечір, під час чергового нападу, нападникам вдалося зламати одні з воріт. Утворився пролом, через який татари і турки готові були кинутися в фортецю. Жінки разом з малими дітьми допомагали воїнам обороняти місто, «яко мужи охрабришася», зуміли не тільки не пропустити ворогів у пробиті ворота, але і закрити пролом завалом із каменів і бруса.

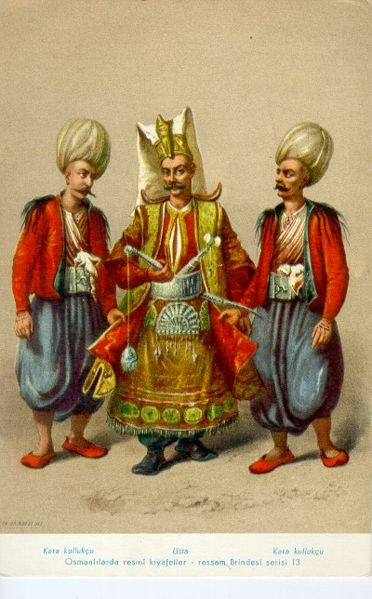
Яничари

До вечора атаки татар і турків на всіх стінах були відбиті захисниками Тули. Із настанням темряви штурм міста був припинений. Але виснажені туляки в очікуванні нападу не сходили зі стін навіть під покровом ночі.
До міста по каширській дорозі наближалося військо князів Петра Щенятева та Андрія Курбського. Після довгого і стрімкого денного переходу їхні полки зупинилися на нічліг за декілька годинах ходу від Тули, щоб вранці на марші вступити в битву з кримськотатарською ордою.

### 23 червня, четвер
Через кілька годин, рано-вранці 23 червня, Девлет Ґерай, бажаючи здійснити задумане і захопити Тулу, велів своїм загонам відновити штурм. Татари і турки бачачи, що людей за стінами небагато, впевнено пішли на приступ використовуючи гармати та пищалі. Незважаючи на це, серед захисників міста почали подейкувати, ніби до Тули «Царь православный приближается» зі своїм військом. Від туляків, що потрапляли в бою до полону, ця чутка поширилася і серед татар. Шпигуни Девлета Ґерая, які повернулися з нічного дозору, також засвідчили, що бачили величезне  військо, що розташувалося на нічліг на підступах до Тули. Татари вирішили, що це сам Цар і Великий Князь Іван Васильович йде на них з усім своїм великим військом.
Незабаром захисники Тули побачили зі стін стовпи дорожнього пилу, що клубочаться високо над горизонтом.Московські війська поспішали на допомогу обложеному місту. Дізнавшись про швидке прибуття підкріплення, перший воєвода князь Григорій Іванович Тьомкін-Ростовський зібрав навколо себе всіх уцілілих воїнів та інших захисників, хто міг з ним піти, і почав приготування для здійснення вилазки з фортеці. Взявшись за зброю, в один ряд із воєводами і воїнами в ополчення вставали чоловіки, жінки і діти. Через відкриті ворота на ворога рушило знову сформоване тульське ополчення і вступило в запеклу рукопашну битву з татарами.

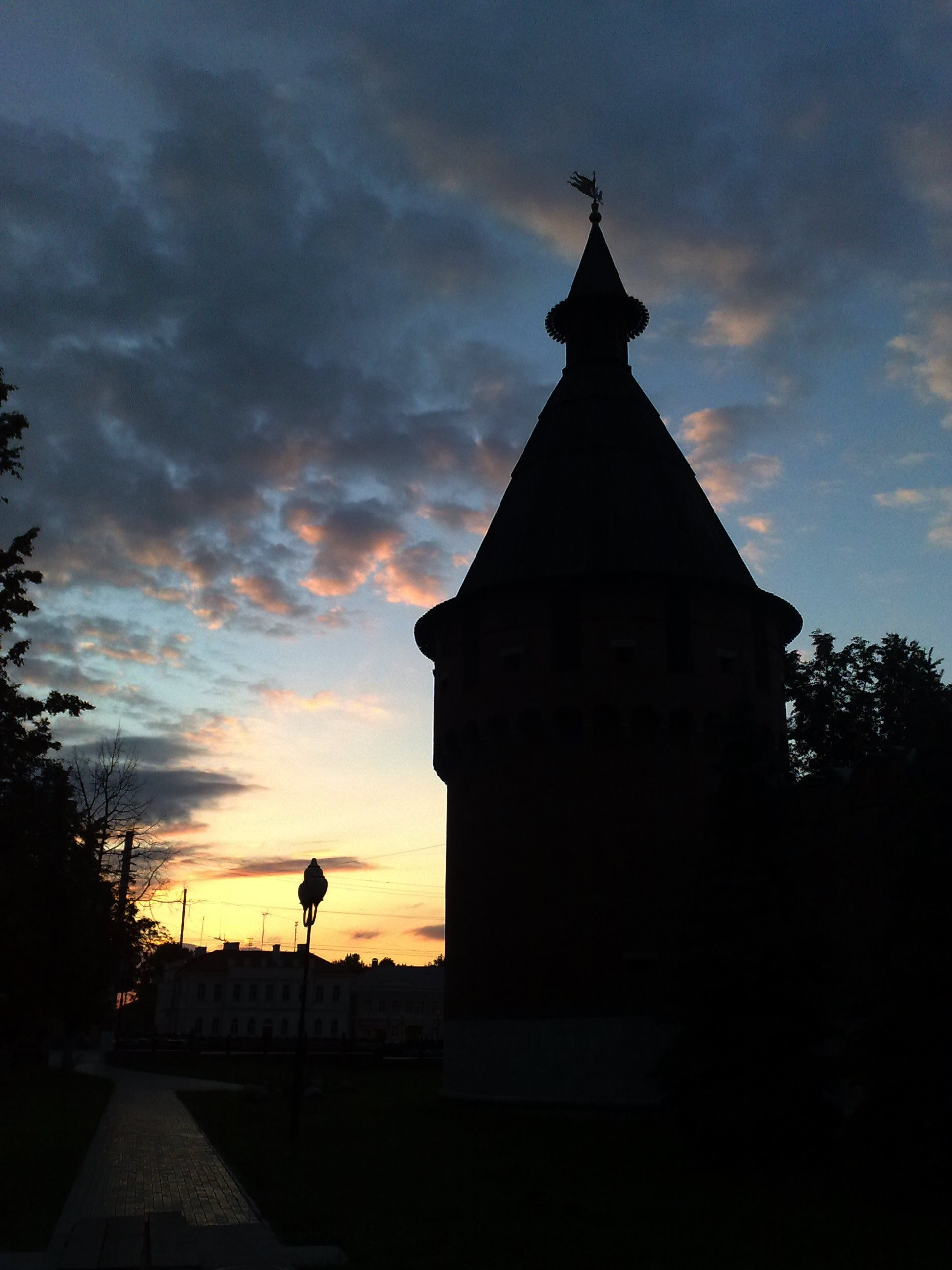
Тульський кремль на заході

Девлет Ґерай не захотів чекати підходу царського війська і втік з-під Тули, ведучи головні сили своєї орди на південь, так і не зумівши ні взяти, ні зруйнувати міста. Татари відходили, залишаючи свої намети, кидаючи колісниці і «всё стяжание их серебряное, златое и ризное».
Натхнення захисників Тули було настільки велике, що їм вдалося перебити і захопити в полон безліч татар і турків. Серед убитих виявився ханський шурин Камбірдей. У ході битви тульському ополченню вдалося захопити у татар всю турецьку артилерію, весь боєзапас ядер, стріл і величезну кількість пороху, привезені для стрільби по Тулі та її жителям.
До обіду Івану Грозному в Коломну гонець доставив повідомлення від тульського воєводи Тьомкіна-Ростовського про те, що прийшов кримський хан з ордою і обложив місто. Цар відразу ж наказав своєму війську виступити з Коломни і через Каширу йти до Тули.
Не минуло й години після втечі Девлета Ґерая, як до міста приспіли російські полки. Першими до Тули прийшли воєводи князь Михайло Петрович Рєпнін із Пронська і Федір Гнатович Салтиков із міста Михайлова. Князь Тьомкін-Ростовський поспішив спорядити гінця, якогось Григорія Сухотіна, щоб той якомога швидше повідомив царю звістку про зняття облоги з Тули.

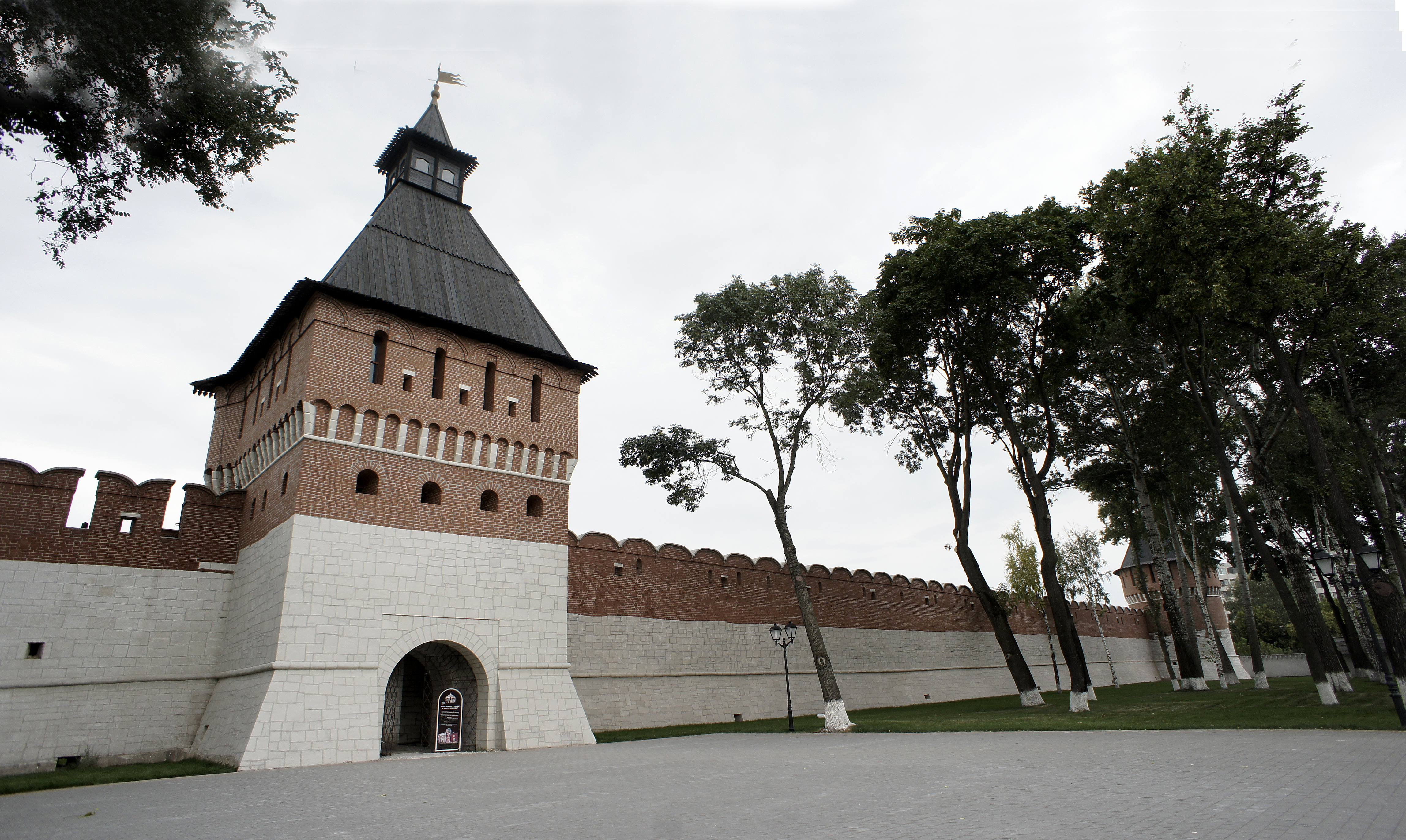
Вежа Іванівських воріт

Через три години після втечі Девлета Ґерая, під Тулу прийшли всі воєводи з полками, послані Іваном Грозним на захист міста і встали на тому ж місці, де ще кілька годин тому стояли ханські намети. До цього часу почали повертатися загони татар, які були в загонах і тому ще не знали, що хан втік, кинувши їх, а біля стін Тули вже стоїть московське військо.
Понад 30 тисяч кримських татар, які роз'їхалися загонами по околицях для розорення і спустошення тульських земель, тепер поверталися назад, розраховуючи примкнути до свого хана. Але коли вони побачили, що хана під Тулою немає, а їх очікує московське військо, що поступаються їм за чисельністю, татари пішли на битву. Князі Щенятєв і Курбський, командувачі зведеним 15 тисячним  військом під стінами Тули, розбили всі татарські загони, які повернулися до міста. Велика кількість татар було захоплено живцем і взято в полон, багато татар було вбито.

## Битва на річці Шиворонь
Розбивши під стінами Тули частини татарського війська, що опинилися покинутими та розрізненими, які займалися розбоєм, мародерством і розоренням довколишніх сіл, царські полки вирушили в погоню за кримської ордою, розправляючись з відстаючими загонами. На берегах річки Шиворонь, що впадає в Упу, російське військо під командуванням перших воєвод полку Правої Руки князів Щенятева і Курбського наздогнало Девлета Ґерая з його татарами і нав'язало бій переважаючим силам противника.
У результаті швидкоплинної, але кровопролитної сутички, кримські загони були повністю розгромлені московськими полками і Девлет Ґерай був змушений тікати до степу із залишками своєї орди, кинувши обози з награбованою здобиччю і військовим майном. У битві князь Андрій Курбський зазнав поранення голови, плечей і рук.
Увечері 23 червня неподалік від Кашири до Івана Васильовича прибув новий гонець зі звісткою про повну ліквідацію загрози Тули і втечу кримських татар з-під стін міста. Отримавши цю новину, цар зупинив своє військо і заночував в Каширі.

## Підсумки битви на річці Шиворонь
Перемога московського війська в битві на річці Шиворонь зупинила вторгнення Девлета I Ґерая, після якого татари ще три роки не здійснювали великих набігів на Московію аж до 1555 року. У битві був захоплений ханський обоз, табуни коней і верблюдів, навантажених порохом, яких не встигли зарізати відступаючі татари. Велике число татар було взято живцем. Також вдалося визволити всіх московських полонених, уведених татарами для продажу в рабство на невільничих ринках Криму.

## Значення
Планам кримського хана Девлета I Ґерая щодо Казанського ханства так і не судилося здійснитися. Йому не вдалося зупинити казанський похід Івана Грозного і запобігти перемозі московського війська. Він зумів лише на кілька днів відстрочити похід. Героїчна оборона Тули її захисниками і перемога московського війська над кримської ордою на річці Шиворонмозковитснили вторгнення Девлета Ґерая на Московію і стали причиною до успішного походу Івана Грозного на Казань.

## Повернення  війська в Коломну
Здобуті трофеї і полонених, за свідченням Никонівського літопису, доставили до Івана Грозного в Каширу як свідчення здобутих перемог. Цар завдав захопленим татарам тортур і допиту про причини нападу на Рязанські та Тульські землі. Після чого сам повернувся в Коломну, а полонених, разом із ханським обозом, верблюдами і турецької артилерією, відправив до Москви з Семеном Васильовичем Яковлєвим. Однак, Казанський літопис повідомляє, що кримські полонені, взяті в боях під Тулою і на Шивороні, були приведені до Івана Грозного в Коломну на показ народу, після чого всі татари живцем скинули в річку.
1 липня всі воєводи зі своїми полками повернулися з-під Тули в Коломну, де перебував Іван Грозний. Царю було повідомлено, що Девлет Ґерай безповоротно залишає московські землі. Дончаки, які поїхали дозором слідом за відступаючої ордою, розповідали, що татари спішно йдуть у степи, проходячи по 60-70 верст на день, і лишають багато коней.
Після здобутих під Тулою перемог, цар нагородив воєвод, які брали участь в поході і звелів дати вісім днів на відпочинок полкам, що повернулися з битви.
На радощах, намісник, князь Г. І. Тьомкін дав у Тулі великий бенкет, запросивши боярина Щенятева та воєводу князя Курбського, за що цар 12 років по тому докоряв за це в листі до князя А. М. Курбському: «....вы пировали в Туле у князя Григория Тёмкина, а не думали преследовать хана Гирея».
На згадку про цю перемогу князь Г. І. Тьомкін-Ростовський, тульські дворяни і громадяни, звели в тій частині міста, де найбільш лютувала облога, чоловічий Предтечів монастир на честь усікновення глави Іоанна Хрестителя. Монастир став місцем спочинку убитим при облозі і на полі брані.

## Продовження походу на Казань
Здобувши перемогу над кримськими татарами, Іван Грозний продовжив свій казанський похід. Із Коломни він пішов до Владимира, а звідти в Муром, де до нього приєдналося союзну 30 тисячне татарське військо на чолі якого стояв колишній правитель Казані Шах-Алі хан. Також у Муромі до Івана Грозного приєдналися два астраханських царевича Каїбула і Дербишалей із 20 тисячною ордою астраханських татар, які хотіли взяти участь у поході на Казань.
А вже через вісім днів після битви на річці Шиворонь поранений Андрій Курбський знову сидів у сідлі, стійко переносячи всі поневіряння військового походу. Йому і князю П. М. Щенятеву належало прикривати з півдня просування головного війська Івана Грозного від нападу заволзьких татар. Князі вели за собою 30 тисячне військо через рязанські і мещерські землі до стін Казані.
У серпні 1552 року столиця Казанського ханства була оточена, а 2 жовтня, після падіння Казані, Казанське ханство анексоване Московським царством і припинило своє існування.

## Наслідки
Після поразок кримськотатарської орди в битвах під стінами Тули і на річці Шиворонь під час походу на Московію 1552 роки, Девлет Ґерая і його мурзам залишалося тільки безпорадно спостерігати за падінням і завоюванням Казанського ханства. Між кримським ханом і Іваном Грозним зав'язалося регулярне листування. Девлет Ґерай слав  і вимагав ще більших поминок, погрожуючи новим нападом у разі відмови. У відповідь Іван Васильович написав, що дружби він ні з ким не купує і відправив до Криму повідомлення про завоювання Астраханського ханства. А щоб дружба з Девлетом Ґераєм була ще міцніше, Іван Грозний почав зміцнювати слабкі місця в обороні тульських і рязанських засік, збільшуючи військову присутність на південних кордонах Московського царства.
У 1553 році на берегах річки Шиворонь, неподалік від місця битви, навпроти Костомарового броду через Упу, за наказом Івана Грозного був заново відновлене місто Дедилів, знищене за часів татаро-монгольської навали. У Дедиловому був розміщений гарнізон із регулярного війська. У 1554 році першим воєводою в Дедилів був призначений князь Дмитро Михайлович Жижемський. За нього в Дедиловому була побудована дерев'яна фортеця, оточена ровом, і місто увійшло до оборонної лінії прикордонних фортець московського царства. Через кілька років після Жижемського в Дедиловому рокував свою службу воєвода князь Іван Іванович Турунтаєв-Пронський.
Навесні 1553 року «на шацких воротах» була побудована фортеця Шацьк, а з весни 1555 року у складі фортець засічних меж у розрядних книгах з'являється фортеця Болхов.

## Відображення в культурі

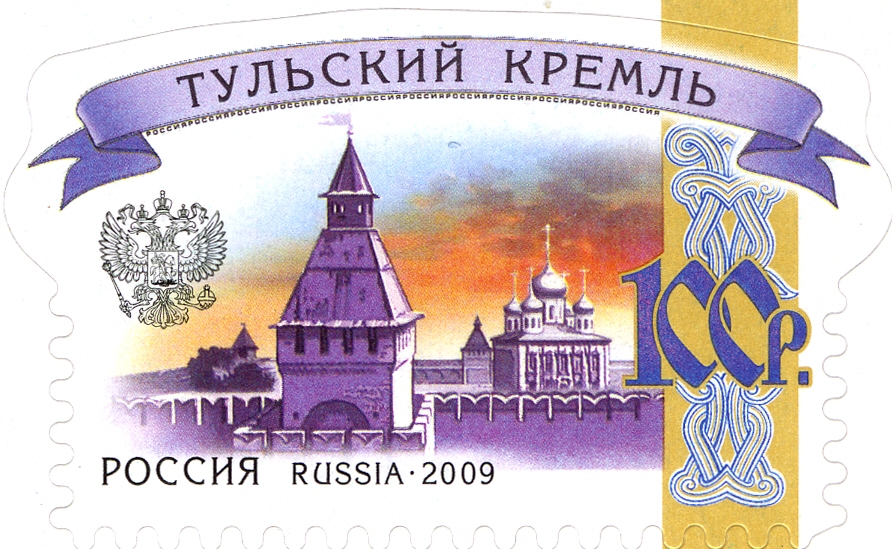
Зображення Тульського кремля на поштовій марці 2009 р.

У 1553 році на честь захисників Тули і в пам'ять про оборону міста від руйнівного кримськотатарського вторгнення, поруч із тульським кремлем, у східній частині дерев'яного острогу на березі річки Упи, було засновано чоловічий Іоанно-предтечів монастир. На монастирському цвинтарі біля храму на честь Усікновення глави Івана Хрестителя в братській могилі були поховані захисники міста, полеглі в битві з кримської ордою.
У 2002 році на території тульського кремля біля вежі Іванівських воріт був встановлений наріжний камінь на честь 450-річчя оборони Тули від нападу хана Девлета I Ґерая.